# Chiesa di Sant'Antonio Abate (Cerveteri)

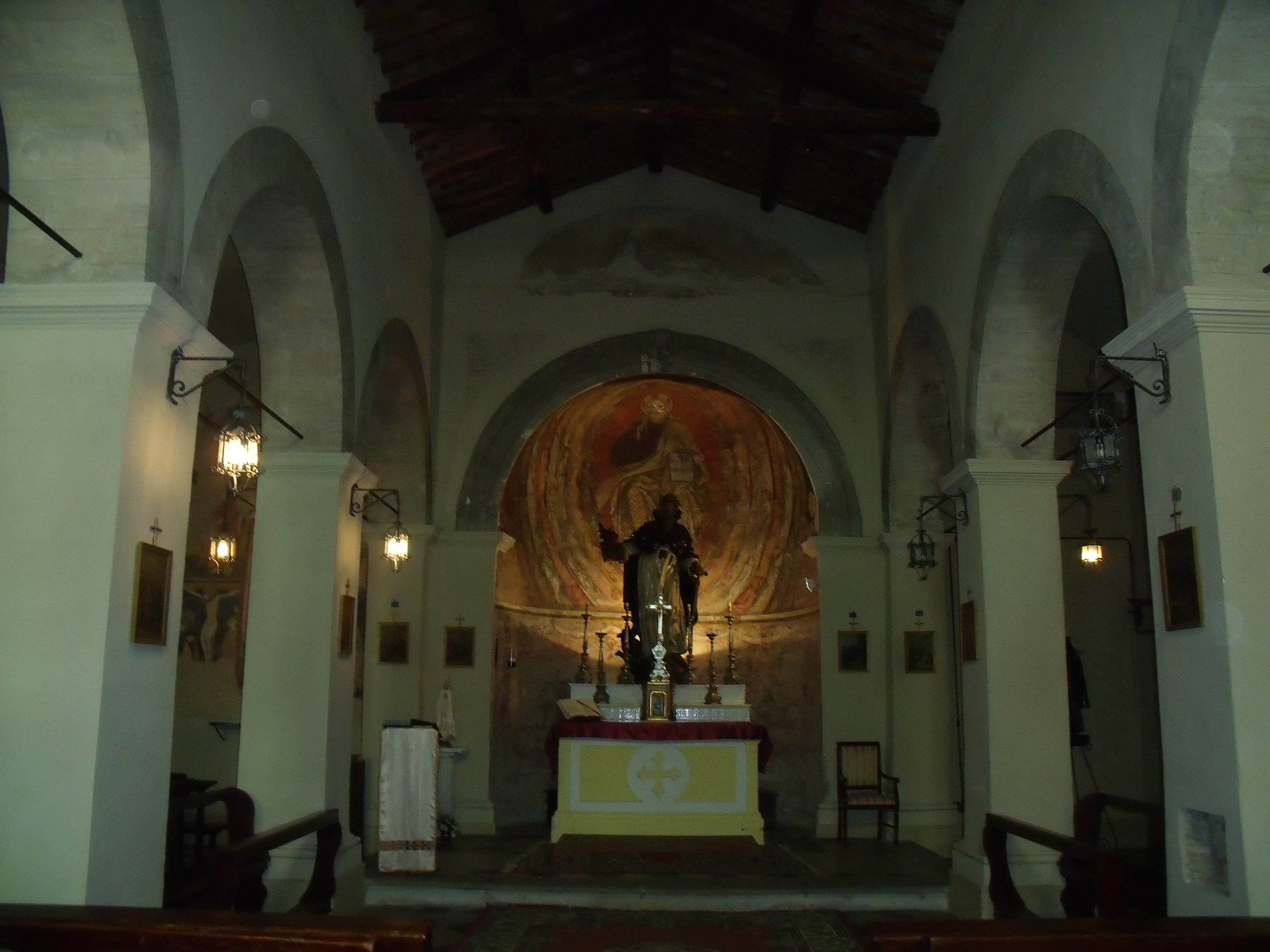
L'interno.

La chiesa di Sant'Antonio Abate è una piccola chiesa di Cerveteri, in provincia di Roma.
Si trova prossima alle mura e la sua costruzione è datata intorno all'anno 1000 per la presenza di elementi architettonici dell'epoca. Accanto è presente un moncone di torre, forse campanaria, oggi abbastanza restaurata.

## Storia
La chiesa era originariamente dedicata al Santissimo Salvatore: la denominazione attuale venne assunta nel 1740-1750. 

## Descrizione
All'esterno la facciata è preceduta da una scalinata che porta ad una terrazza ed ha un unico ingresso al di sopra del quale si aprono 3 finestre.
L'interno si presenta a tre navate, separate da tre pilastri quadrati: quella centrale è coperta da un tetto a capriate, fino al 2000 nascosto da una camera a canne, quelle laterali da volte a botte.
La chiesa possiede una piccola sagrestia e un piccolo campanile a vela, ospitante una campana con corda recentemente riparata.

### Affreschi
Nella controfacciata, lungo la parete laterale sinistra, nell'abside e sul primo pilastro sinistro, sono comparse tracce di affreschi, attribuiti a Lorenzo da Viterbo.Gli affreschi raffigurano figure di santi;da notare nella parete di fondo sinistra l'affresco dell'altare di sant'Antonio e l'affresco nella controfacciata di sinistra raffigurante la Madonna col Bambino tra san Michele e San Pietro. Questo affresco è curioso, poiché è dipinta questa scena varie volte da Lorenzo, dato che è presente sia nella chiesa di san Michele sia nella parrocchiale di Santa Maria Maggiore. L'affresco dell'abside raffigura il Salvatore tra le schiere celesti.
L'interno ospita anche una statua lignea di sant'Antonio abate costruita intorno al 1700 con del legno di ciliegio secondo i canoni delle statue barocche.

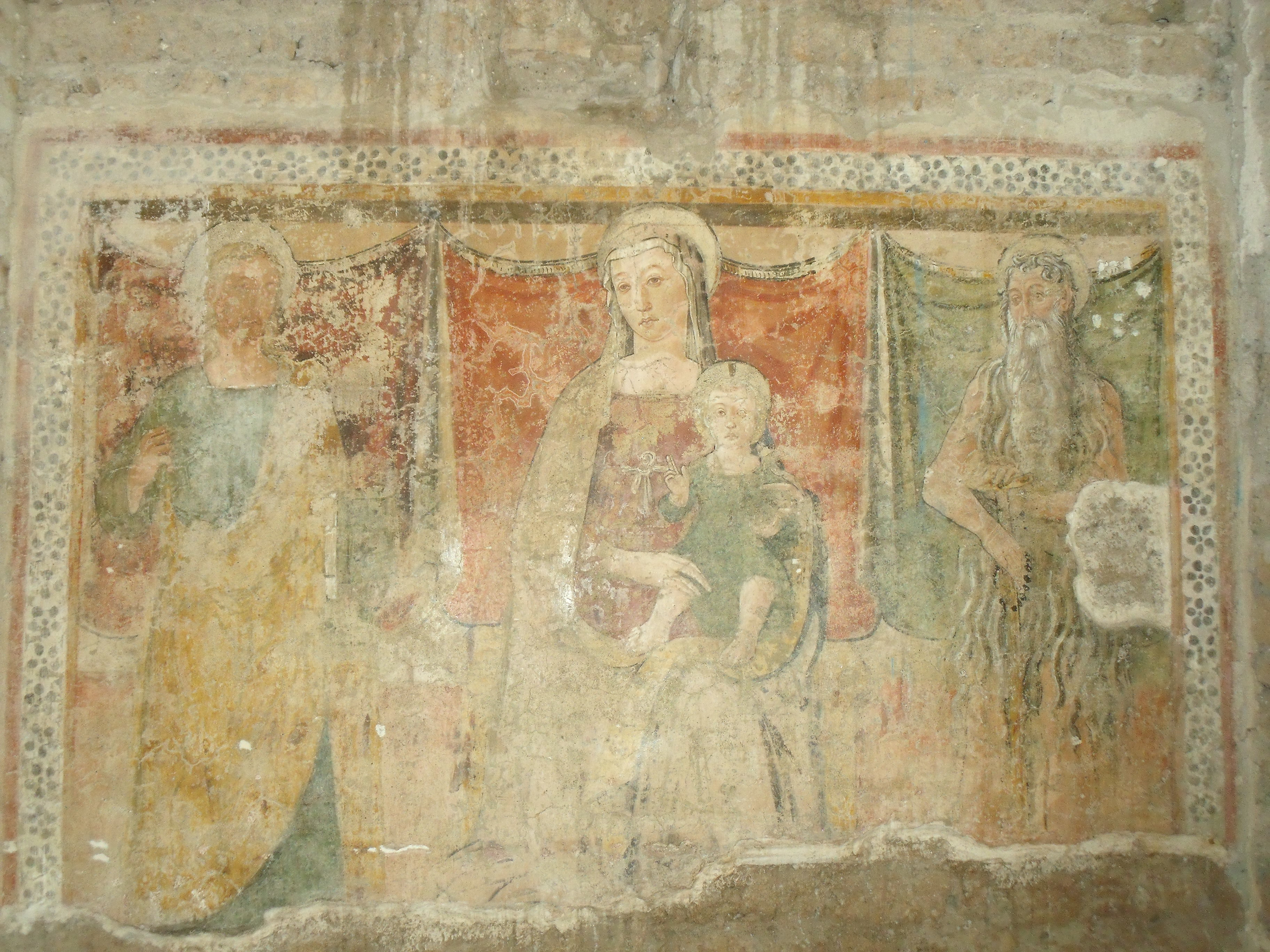
Sant'Antonio, affreschi di Lorenzo da Viterbo.
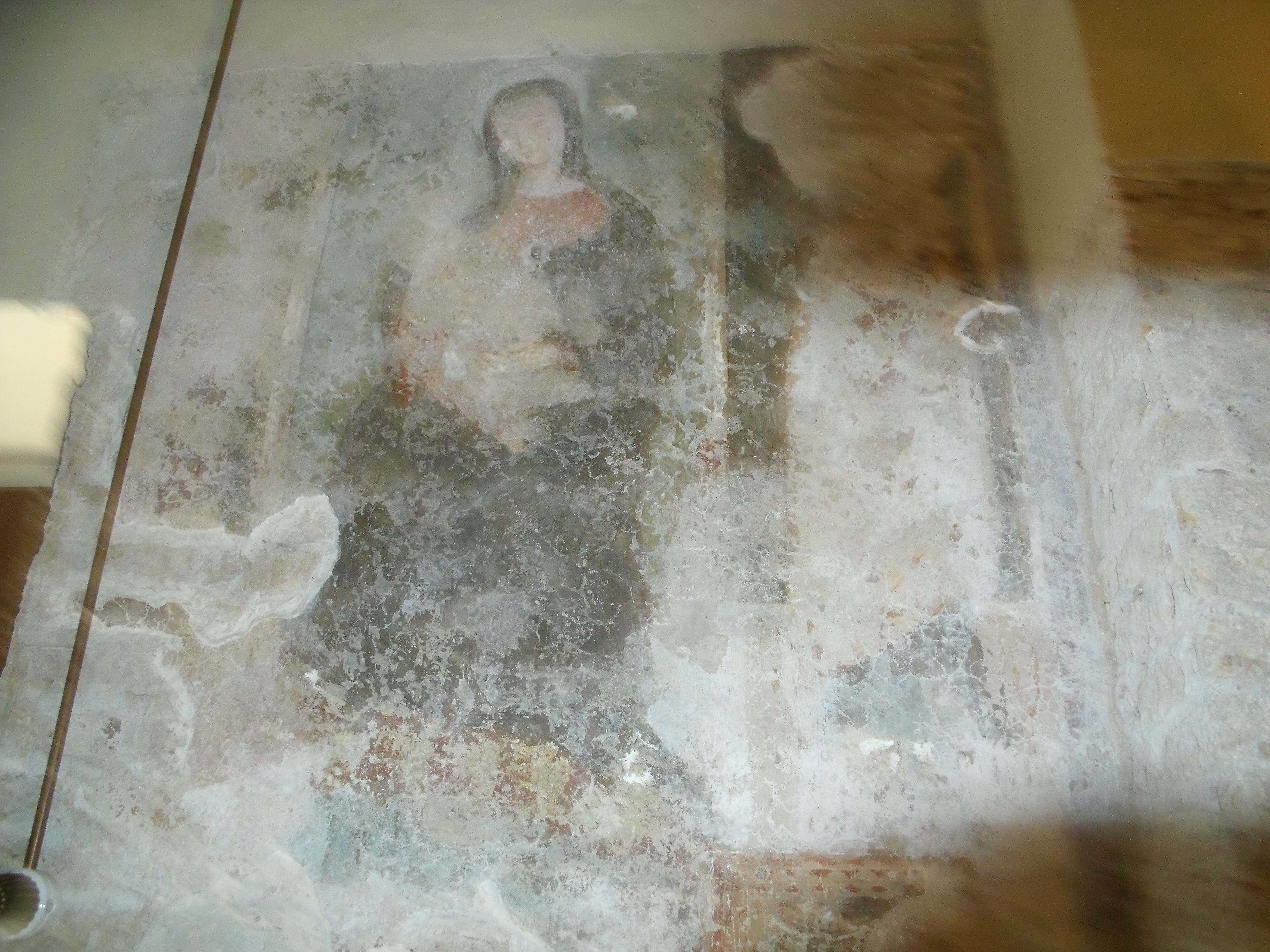
Sant'Antonio, affreschi di Lorenzo da Viterbo.
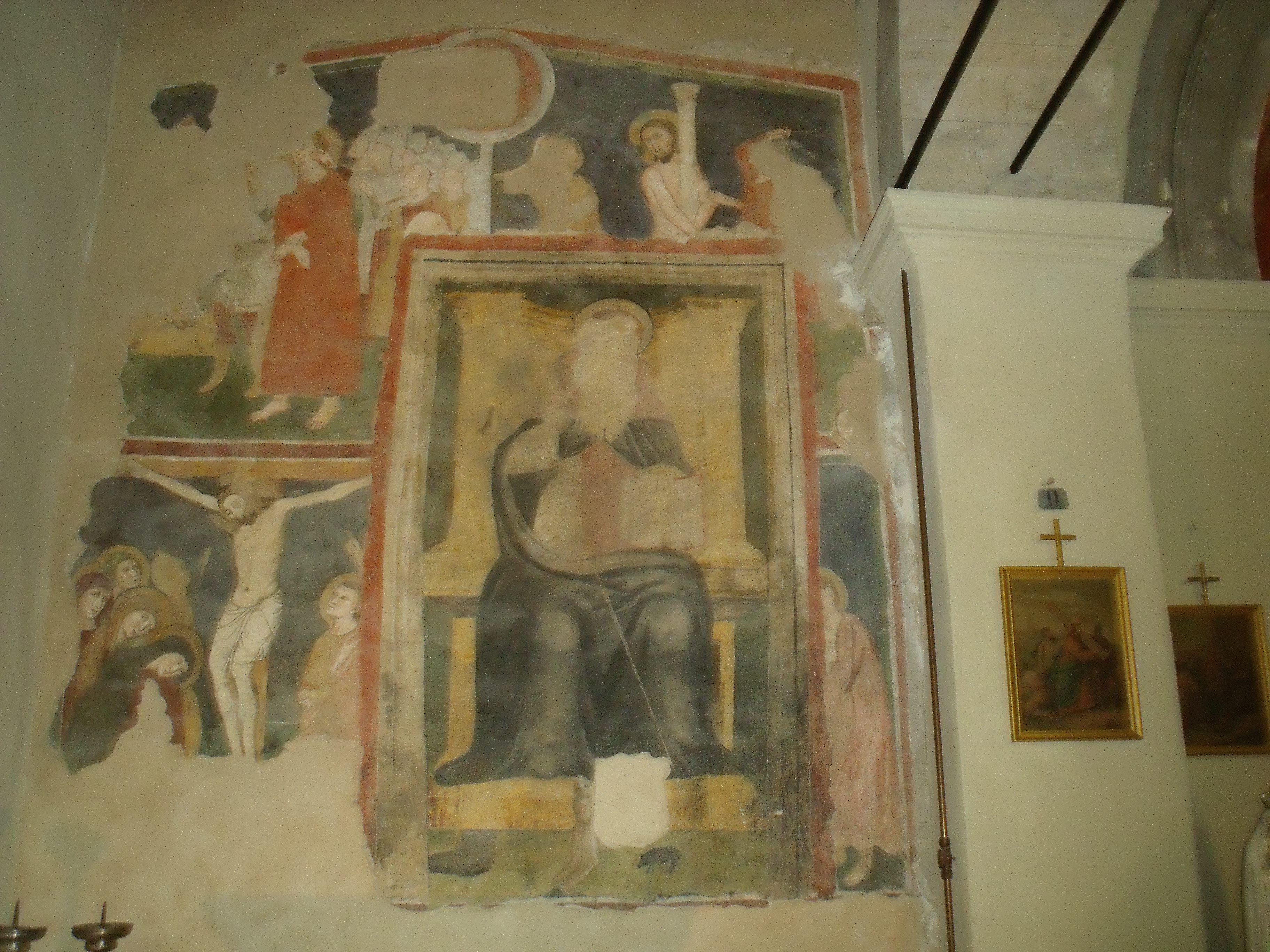
Sant'Antonio, affreschi di Lorenzo da Viterbo.
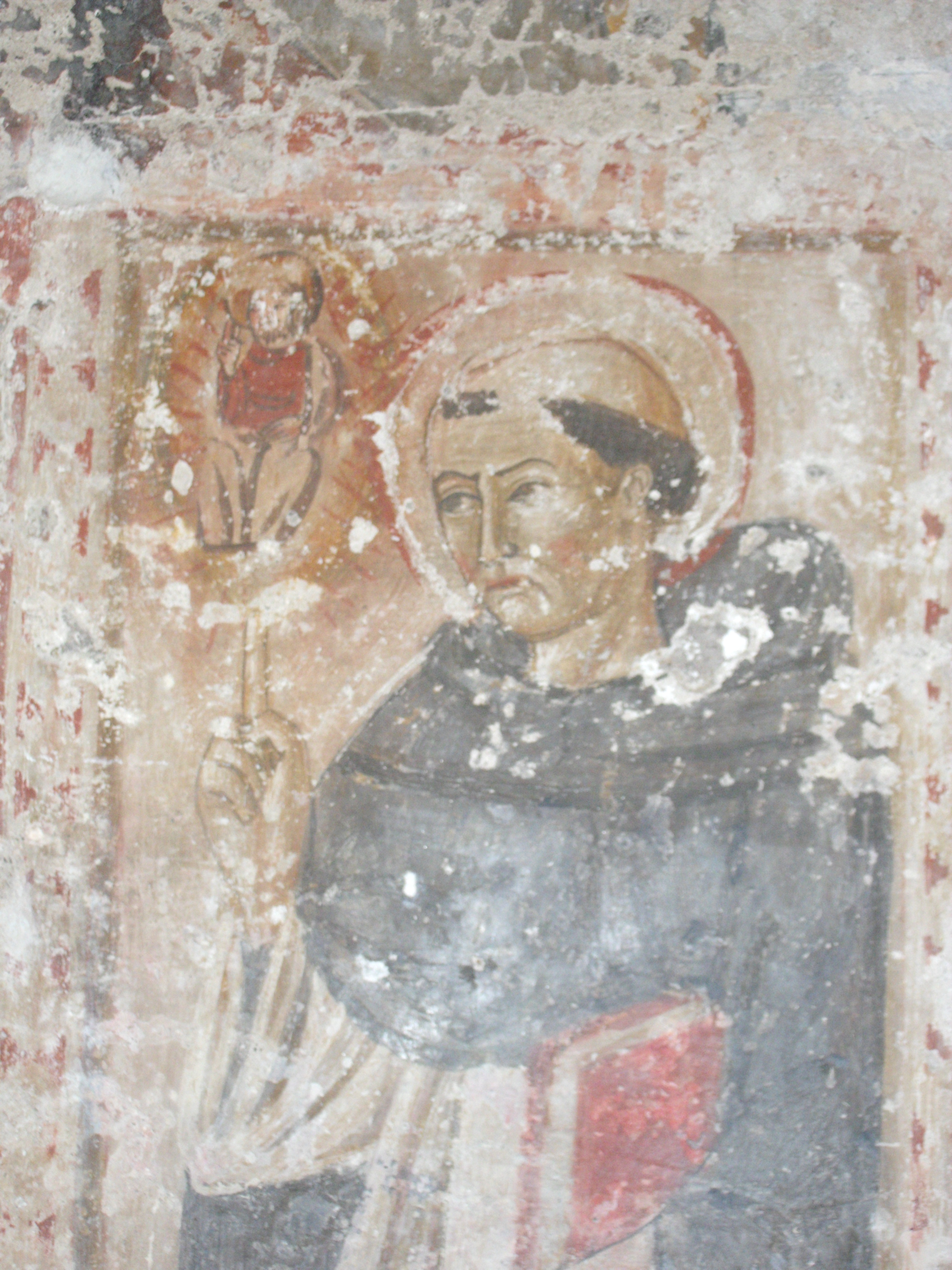
Sant'Antonio, affreschi di Lorenzo da Viterbo.
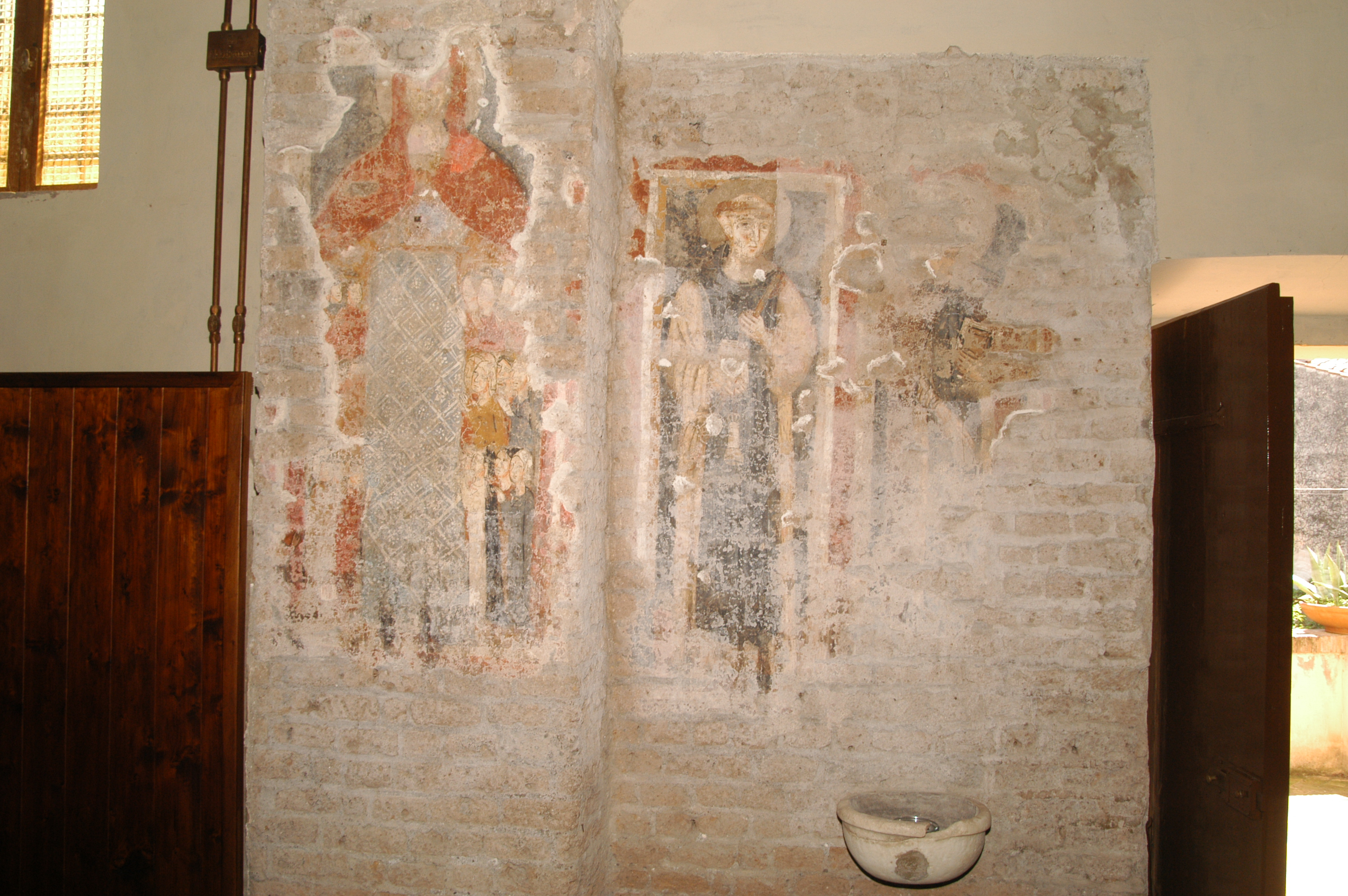
Sant'Antonio, affreschi di Lorenzo da Viterbo.
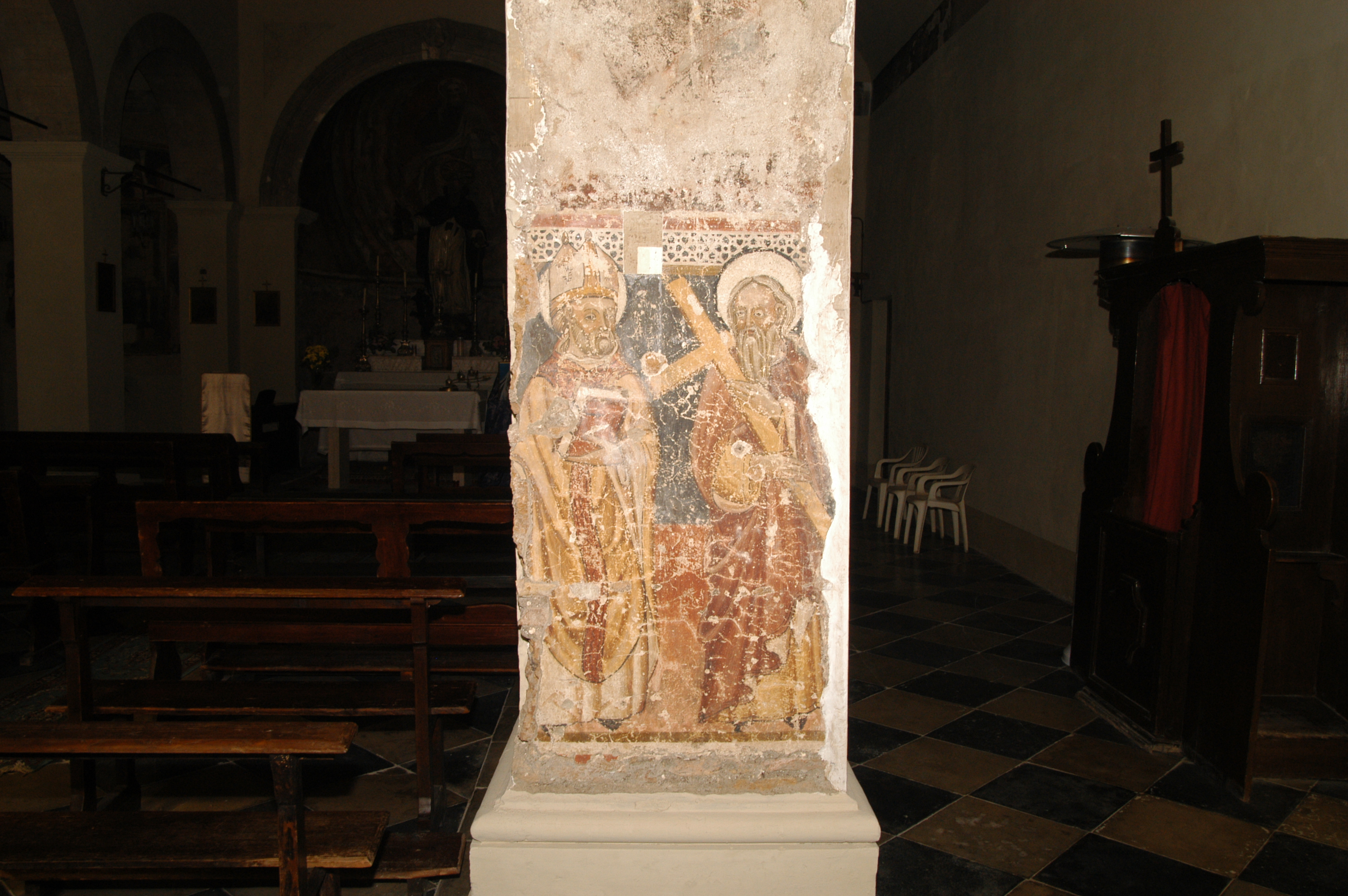
Sant'Antonio, affreschi di Lorenzo da Viterbo.
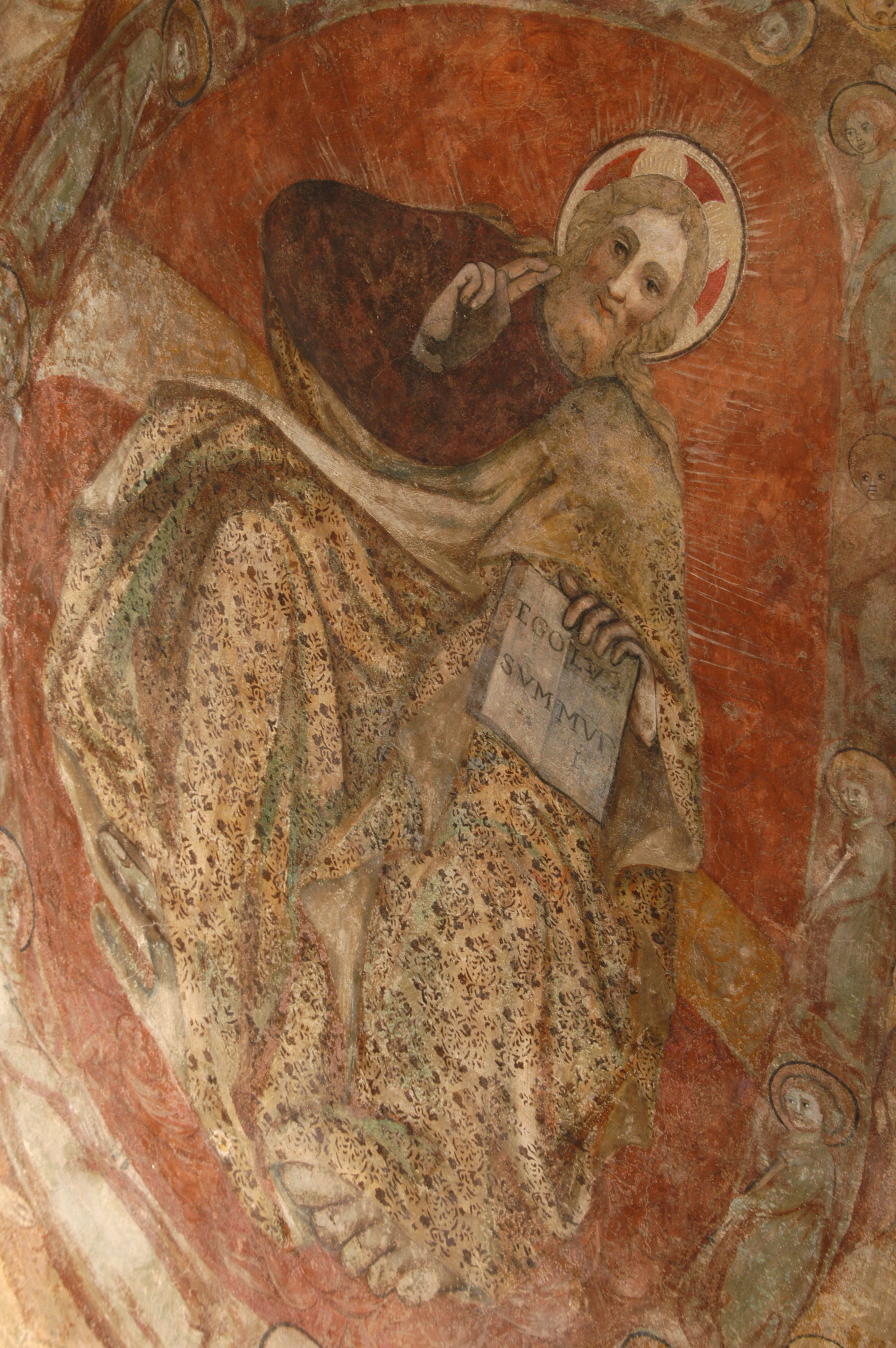
Sant'Antonio, affreschi di Lorenzo da Viterbo.
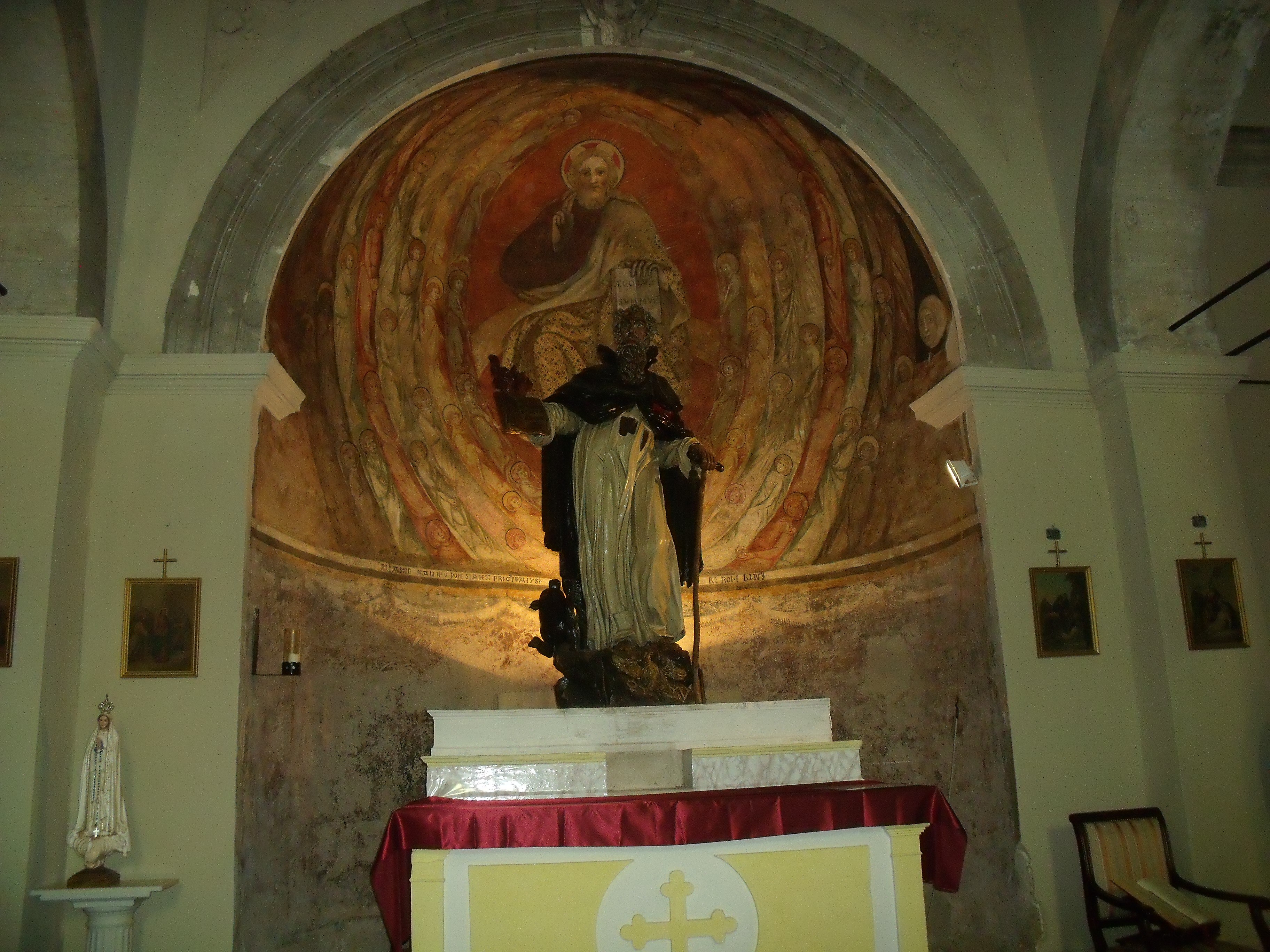
Sant'Antonio, la statua del santo.
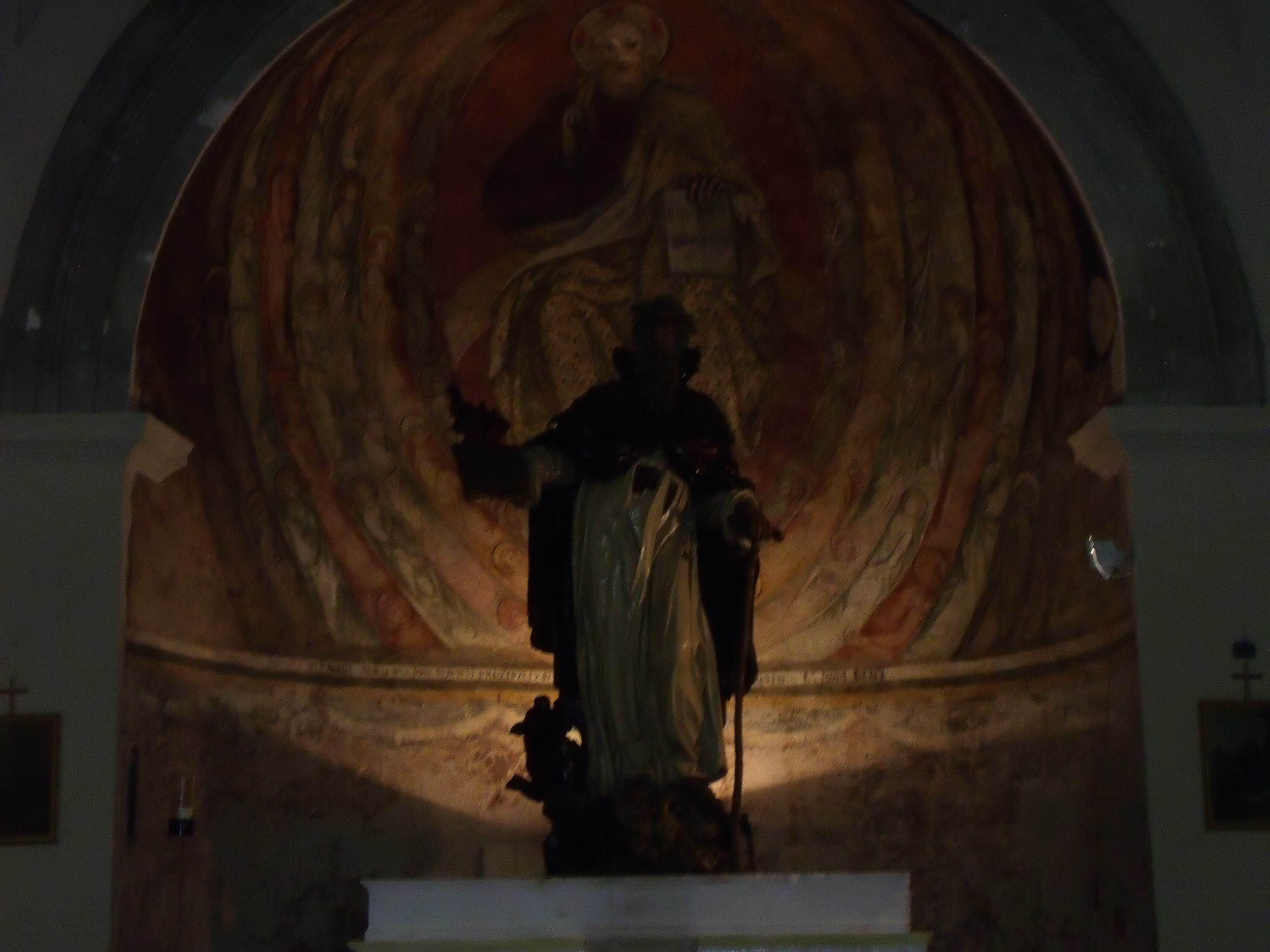
L'abside